# Rune Åhlund
Gustaf Rune Åhlund, född 31 augusti 1930 i Vingåker, död 8 februari 2019 i Strängnäs, var en svensk idrottsman (långdistanslöpare). Han tävlade för IFK Eskilstuna.
Åhlund vann SM-guld på 10 000 meter år 1956. Han deltog i OS 1956. Åhlund är begravd på Länna kyrkogård.